# Dassault Mirage 2000
Mirage 2000 — французский многоцелевой истребитель четвёртого поколения, разработанный в 1970-х годах фирмой Дассо. 
На вооружении с 1984 года. Основной боевой самолёт ВВС Франции в конце XX — начале XXI века. Состоит на вооружении нескольких стран Азии, Европы и Латинской Америки.
Сборочная линия Mirage 2000 была остановлена в 2007 году после поставки последнего самолёта (последний Mirage 2000 был поставлен ВВС Греции 23 ноября 2007). ВВС Франции производят замену самолёта Mirage 2000 многоцелевым истребителем Dassault Rafale, принятым на вооружение в 2006 г.

## История создания
Разработка самолёта началась в 1972 году по низкоприоритетной программе «Delta 1000». Официальное тактико-техническое задание на новый самолёт было выдано в марте 1976 года.
На третьем поколении «Миражей» конструкторы компании «Дассо» сохранили треугольное крыло, но с целью устранения имеющихся недостатков сделали самолёт неустойчивым по каналу тангажа и установили электродистанционную систему управления. От своих предшественников Mirage 2000 унаследовал крыло большой площади (Mirage 2000-5 41,00 м2) и планер со значительными внутренними объёмами (для топлива и бортового оборудования).
Первый тестовый полет Dassault Mirage 2000-01 состоялся 10 марта 1978 года, за штурвалом находился лётчик-испытатель Dassault Aviation Жан Куро.
Поставки в войска одноместных перехватчиков Mirage 2000С начались в апреле 1983 года, состояния первичной боеготовности самолёты достигли в июле 1984 года.

## Конструкция

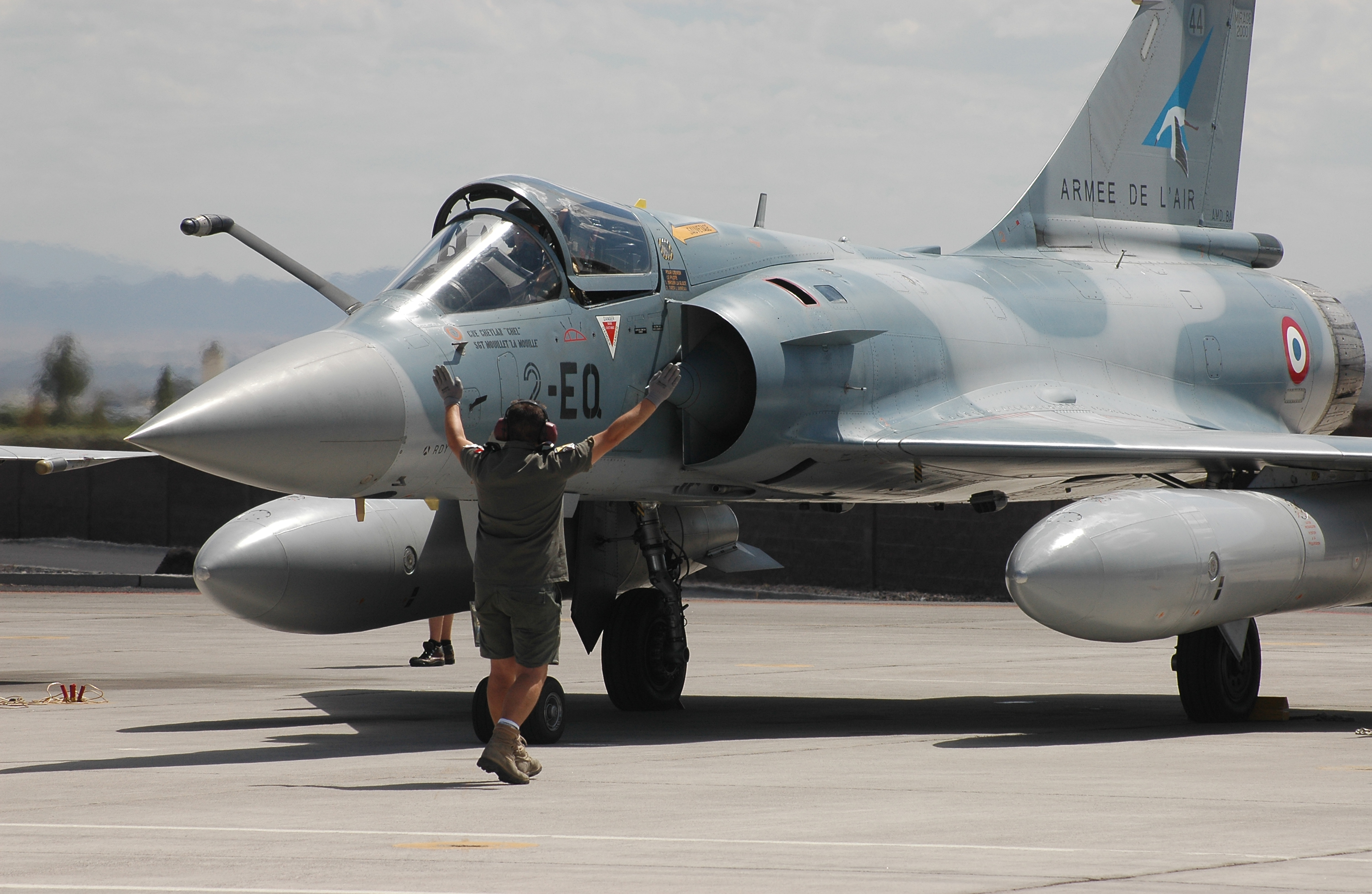
«Мираж 2000» ВВС Франции на учениях Red Flag, база ВВС США «Неллис», август 2006 года

Самолёт спроектирован по схеме «бесхвостка» с низкорасположенным треугольным в плане крылом, имеющим угол стреловидности по передней кромке 58 градусов, с одним килем. 
Крыло многолонжеронное цельнометаллической конструкции с низкой удельной нагрузкой; обшивка элеронов выполнена из углепластика, заполнитель — сотовой конструкции из алюминиевого сплава AG5. Сверху и снизу на каждой консоли крыла расположены воздушные тормоза.
Конструктивными особенностями самолёта являются мощная и развитая механизация крыла (автоматически управляемые предкрылки по всей передней кромке и двухсекционные элевоны по всему размаху), а также широкое применение композиционных материалов. Практически вся обшивка киля и вся обшивка руля направления выполнены из эпоксидных боро- и углепластиков. Заполнитель руля направления сотовый из алюминиевого сплава.
Панели отсека радиоэлектронного оборудования также слоистой конструкции с обшивкой из углепластика и сотовым заполнителем.
Воздухозаборники ТРДДФ SNECMA M53 имеют традиционную для «Миражей» конструкцию с подвижным полуконусом и установленными на внешних поверхностях небольшими генераторами вихрей.
Шасси трёхстоечное, с носовой опорой.

### Бортовые системы
Система управления самолётом электродистанционная, с четырёхкратным дублированием. Кроме того, имеется аварийный канал, питание которого осуществляется от отдельной аккумуляторной батареи. Она обеспечивает достаточную устойчивость и управляемость во всём диапазоне высот и скоростей, включая полёты на предельно малых высотах и на высоких скоростях, а также в экстремальных условиях на малых скоростях при больших углах атаки.
Две независимые гидравлические системы с рабочим давлением 280 атм обеспечивают работу приводов поверхностей управления, выпуск и уборку шасси и воздушных тормозов. Источниками электроэнергии являются два генератора переменного тока по 20 кВА и аккумуляторная батарея ёмкостью 40 амперчасов.

## Варианты
- Mirage 2000С — одноместный истребитель-перехватчик, базовая модификация.
- Mirage 2000В — двухместный учебно-боевой вариант модификации 2000С.
- Mirage 2000D — ударный истребитель-бомбардировщик, носитель обычного вооружения.
- Mirage 2000Е — многоцелевой истребитель, предназначенный для экспорта.
- Mirage 2000ED — двухместный учебно-боевой вариант модификации 2000 Е.
- Mirage 2000N — ударный истребитель-бомбардировщик, носитель ядерного оружия.
- Mirage 2000R — одноместный разведчик.
- Mirage 2000S — экспортная версия 2000D, производимая с 1994 года.
- Mirage 2000-5 — модернизированная экспортная версия.
- Mirage 2000-5F — модернизированная версия для французских ВВС, может нести управляемые ракеты MICA-EM с активной радиолокационной головкой самонаведения, реализующие принцип «выстрелил и забыл».

### Mirage 2000D
Первый полёт модификации Mirage 2000D состоялся 19 февраля 1991 года, первый полёт серийной машины — 31 марта 1993 года. Введён в боевой состав французских ВВС в марте 1994 года. Машина является первым французским истребителем, предназначенным для преодоления системы ПВО на малых высотах и нанесения ударов по наземным целям в любых погодных условиях и ночью с использованием как ядерного, так и обычного высокоточного управляемого авиационного оружия с лазерными системами наведения. К числу других особенностей самолёта, отличающих его от предыдущей модификации («Мираж-2000N»), относятся наличие усовершенствованного бортового радиоэлектронного оборудования, включающего системы управления полётом и прицельно-навигационную, средства РЭБ, а также возможность применения УР класса «воздух-земля» «Апаш» и SCALP EG. 
Всего построено 86 машин.

### Mirage 2000E
Общее наименование экспортной модификации Mirage 2000. Машина оснащалась двигателем M53-P2, усовершенствованной РЛС RDM+ фирмы Thomson-CSF и станцией лазерной подсветки наземных целей ATLIS II, размещаемой в подвесном контейнере.

### Mirage 2000N
В 1979 году «Дассо» заключила контракт на постройку двух прототипов ударного истребителя, получивших обозначение Mirage 2000Р, которое вскоре изменили на Mirage 2000N. Ударный вариант отличался усиленным планером, оптимизированным для полётов с высокой скоростью на малых высотах. Существенные отличия имелись и в БРЭО, самое значительное – установка РЛС Dasault Electronique/Thompson-CSF Antilope 5, способной работать в режимах картографирования, навигации, режиме следования рельефу местности, а также наведения на цель УР «воздух-воздух» и «воздух-поверхность». РЛС обеспечивает автоматический полёт с огибанием рельефа местности на высоте около 90 м со скоростью до 1112 км/ч.

## На вооружении

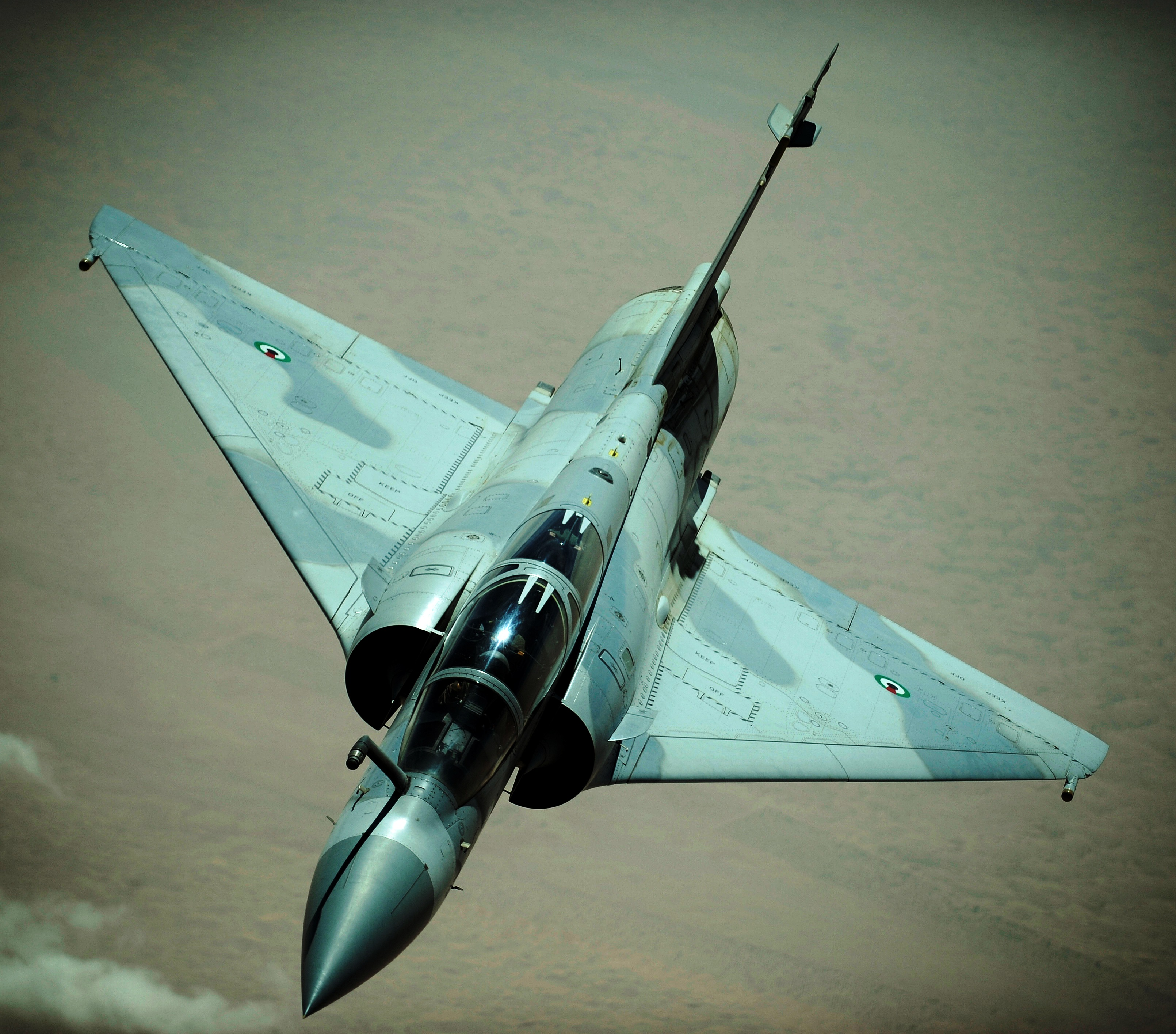
Dassault Mirage 2000, ОАЭ

### Текущие

#### Греция
- ВВС Греции — 19 Mirage 2000-5EG Mk2 5 Mirage 2000-5BG Mk2 на вооружении и 10 Mirage 2000EG на хранении по состоянию 2024 год[6].
  - 114-е боевое крыло (Авиабаза Танагра, Танагра)
    - 331-я всепогодная эскадрилья
    - 332-я всепогодная эскадрилья

#### Египет
- ВВС Египта — 15 Mirage 2000EM, 2 2000BM.[7]
  - 252-е тактическое истребительное крыло (Гебель-эль-Басур, Бадр)
    - 82-я эскадрилья

#### Индия
- ВВС Индии — 38 Mirage 2000H(I), 10 Mirage 2000TH(TI).[7]
  - 40-е крыло (Гвалиор)
    - 1-я эскадрилья
    - 7-я эскадрилья
    - 9-я эскадрилья

#### Катар
- ВВС Катара — 9 Mirage 2000-5 EDA, 3 Mirage 2000-5 DDA на хранении.[7]

#### Китайская Республика
- ВВС Китайской Республики — 45 Mirage 2000-5 EI, 9 Mirage 2000-5 DI (всего до 1997 г. было поставлено 48 «Мираж-2000-5Е» и 12 «Мираж-2000-5D»).
  - 2-е тактическое истребительное крыло (Авиабаза Синьчжу, Синьчжу)
    - 41-я тактическая истребительная группа
    - 42-я тактическая истребительная группа
    - 48-я учебная группа

#### ОАЭ
- ВВС ОАЭ — 15 Mirage 2000-9DAD, 44 Mirage 2000-9EAD, 7 Mirage 2000RAD (самолёт-разведчик).[7]
  - Истребительное крыло
    - Авиабаза Аль-Дафра (Абу-Даби)
      - 71-я эскадрилья
      - 76-я эскадрилья

    - Авиабаза Аль-Сафран (Мадинат-Зайид)
      - 86-я эскадрилья

#### Перу
- ВВС Перу — 10 Mirage 2000P, 2 Mirage 2000DP.[7]
  - 3-е крыло
    - 4-я группа (Авиабаза Ла-Хойя, Арекипа)
      - 412-я эскадрилья

#### Франция
- ВКС Франции — 27 Mirage 2000-5F, 7 Mirage 2000B, 60 Mirage 2000D (из них 55 планируется модернизировать до Mirage 2000D RMV) по состоянию на 2024 год[8].
  - 2-я истребительная эскадра (Авиабаза 116 Люксёй-Сен-Совер, Люксёй-ле-Бен)
    - Истребительный эскадрон 1/2 Аисты (Mirage 2000-5F)

  - 3-е истребительная эскадра (Авиабаза 133 Нанси-Оше, Оше)
    - Истребительный эскадрон 1/3 Наварра (Mirage 2000D)
    - Истребительный эскадрон 2/3 Шампань (Mirage 2000D/B)
    - Истребительный эскадрон 3/3 Арденны (Mirage 2000D)

  - 30-е истребительная эскадра (Авиабаза 118 Мон-де-Марсан, Мон-де-Марсан)
    - Истребительный эскадрон 1/30 Серебряный берег (Mirage 2000D)

  - Авиабаза 188 Джибути «Полковник Массарт» (Джибути)
    - Истребительный эскадрон 3/1 Корсика (Mirage 2000-5F)

#### Украина
- ВВС Украины — в июне 2024 года президент Франции Эммануэль Макрон объявил о подготовке к передаче неизвестного количества Mirage 2000-5F Украине[9]. 6 февраля 2025 года было объявлено о передаче первых самолётов[10].

### Бывшие

#### Бразилия
- ВВС Бразилии — 10 Mirage 2000C и 2 Mirage 2000B поставлены в 2006—2008 гг. Сняты с вооружения в 2013 г.

### Проигранные конкурсы

#### Индонезия
- ВВС Индонезии — 12 списанных Mirage 2000 (9 одноместных и 3 учебно-боевых) были в январе 2023 года куплены из запасов ВВС Катара. Однако из-за финансовых трудностей и наличия более продвинутых Rafale, в феврале 2024 покупка была отменена.

#### ЮАР
- ВВС ЮАР — 1 Mirage 2000-5 был арендован для испытаний в 1996-1998 годах на конкурс по замене устаревших Mirage 3 и Mirage F1. Самолёт управлялся пилотом фирмы Dassault. Решение было принято о покупке 20-30 Mirage 2000-9 (экспортный вариант Mirage 2000-5 Mk. 2), но из-за условий Франции о приобретении самолётов исключительно комплектом с сопутствующим оборудованием, тендер был отдан SAAB Gripen.

## Боевое применение

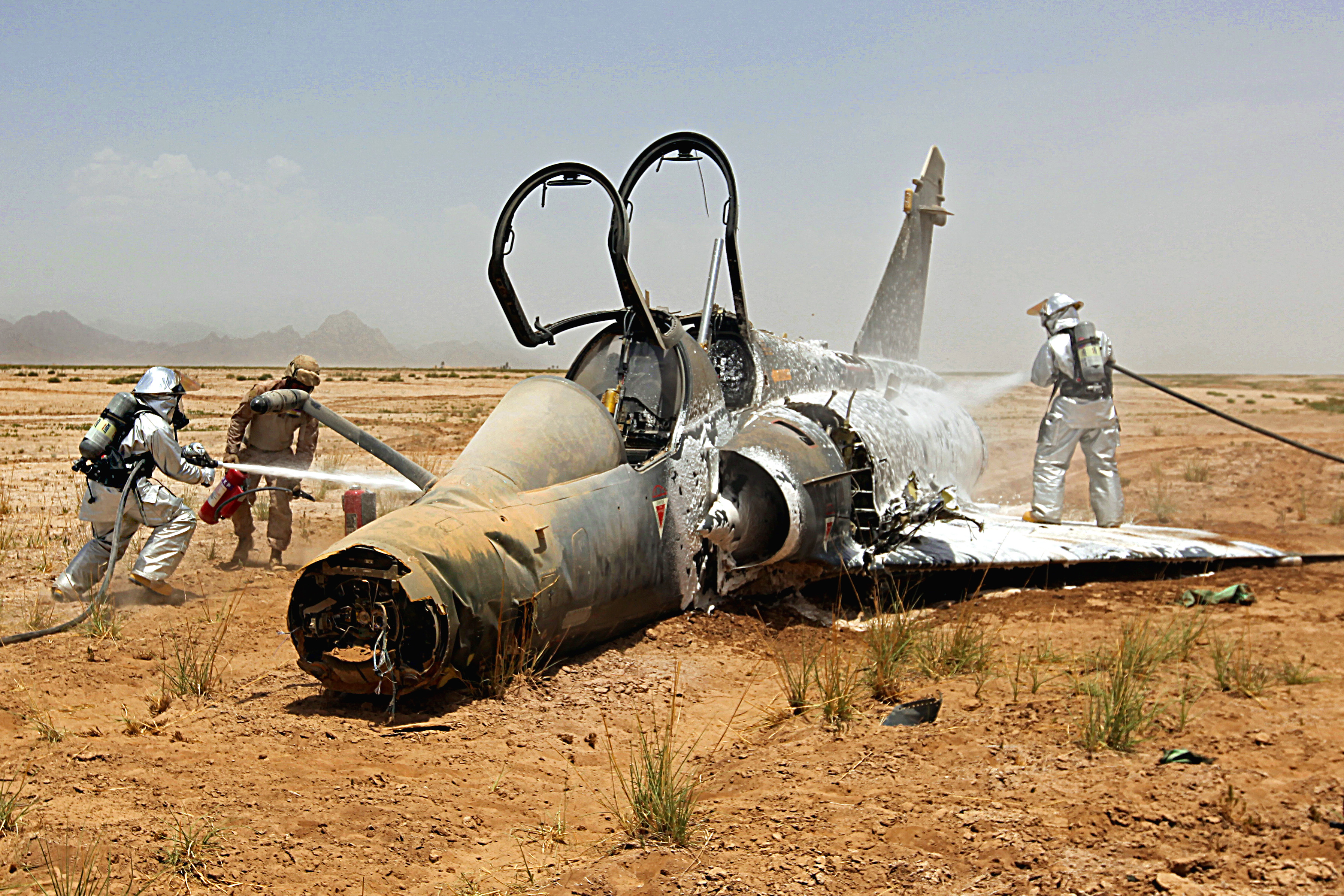
Обломки французского «Мираж 2000», потерянного в Афганистане

30 августа 1995 года французский истребитель Mirage 2000 был сбит из ПЗРК «Игла» ПВО Сербии. Видео
8 октября 1996 года греческий Mirage 2000 сбил в воздушном бою над Эгейским морем турецкий истребитель F-16 Fighting Falcon. Видео
Индийские Mirage 2000 участвовали в Каргильском конфликте 1999 года. «Миражи» совершили более 500 вылетов: 274 сделали самолёты 1-й эскадрильи, решавшие задачи ПВО и эскорта ударных самолётов, а более 240 — самолёты 7-й эскадрильи, под прикрытием истребителей МиГ-29 наносившие удары по наземным целям, на которые ими было сброшено более 55 тонн бомб. Среди вылетов 7-й эскадрильи примечательны удары по Манто Дало, Тайгер Хилл и высоте 4388 в секторе Драс. На горе Манто Дало в секторе Баталик 17 июня ударом самолётов 7-й эскадрильи, использовавших неуправляемые бомбы, был уничтожен главный пункт снабжения противника: было ликвидировано более 50 строений и 100 человек. 24 июня на вершине горы Тайгер Хилл управляемыми авиабомбами с лазерным наведением, сброшенными с двух истребителей Mirage-2000, был поражён штаб батальона противника — это был первый случай боевого применения УАБ индийскими ВВС. В тот же день последовал удар по этой же цели неуправляемыми бомбами. 4 июля удар неуправляемыми бомбами был впервые нанесён по артиллерийским позициям и лагерю снабжения на высоте 4388 в секторе Драс. Следующая атака была выполнена четырьмя Mirage-2000 шестого июля, сбросившими 24 бомбы, а 10 июля три самолёта сбросили ещё 15 неуправляемых бомб. Эти удары сломили сопротивление противника и из-за высоких потерь среди офицерского состава существенно ослабили руководство.

## Авиационные происшествия и катастрофы
По состоянию на 2023 год известно о потере в лётных происшествиях 59 самолётов.
В ходе выполнения учебного бомбометания в рамках лётной подготовки в феврале 2023 года истребители СУ-30 и «Дассо Мираж 2000» ВВС Индии столкнулись в воздухе и потерпели крушение недалеко от города Гвалиор в штате Мадхья-Прадеш. Один пилот погиб, жертв среди мирного населения нет
| Дата       | Бортовой номер                | Место катастрофы               | Жертвы    | Краткое описание |
| ---------- | ----------------------------- | ------------------------------ | --------- | --- |
| 09.05.1984 | 2                             | Франция                        | н.д./н.д. | Mirage 2000C разбился. |
| 21.05.1986 | 26                            | Люксёй-ле-Бен                  | 0/1       | Mirage 2000C разбился. |
| 08.10.1989 | KF-102                        | Дели                           | 1/1 + 2   | Разбился во время авиашоу. Кроме пилота погибло 2 зрителя.                                                                                        |
| 17.05.1990 | 321                           | Фонтьес-д’Од                   | 0/2       | Mirage 2000N столкнулся со стаей птиц и разбился.                                                                                                 |
| 09.04.1991 | 328                           | Пюи-де-Дом                     | 2/2 + 8   | Mirage 2000N столкнулся с вертолётом Westland Lynx HAS4 805-й эскадрильи авиации ВМС Франции.                                                     |
| 03.09.1992 | 246                           | Танагра                        | 0/1       | Mirage 2000EG разбился после взлёта. |
| 07.10.1992 | 229                           | Танагра                        | 0/1       | Mirage 2000EG столкнулся с птицами и разбился. |
| 26.11.1992 | 238                           | Скирос                         | 0/1 + 1   | Mirage 2000EG столкнулся с F-16C во время тренировочного полёта и упал в море возле острова Скирос.                                               |
| 30.08.1995 | 346                           | Сербия                         | 0/2       | Mirage 2000N сбит ПВО Сербии. |
| 19.01.1996 | 324                           | Истр                           | 0/2       | Mirage 2000N столкнулся с птицами и разбился. |
| 10.10.1996 | 225                           | Андрос                         | 1/1       | Mirage 2000EG упал в море. |
| 30.01.1997 | 608                           | Коломбе-ле-Бель                | 0/2       | Mirage 2000D упал в лес. |
| 07.04.1997 | 302                           | Средиземное море               | 0/2       | Mirage 2000N столкнулся с другим Mirage 2000. |
| 07.04.1997 | 308                           | Средиземное море               | 0/2       | Mirage 2000N столкнулся с другим Mirage 2000. |
| 28.07.1997 | 244                           | Скирос                         | 1/1       | Mirage 2000EG упал в море. |
| 30.09.1997 | 210                           | Скирос                         | 1/1       | Mirage 2000EG упал в море. |
| 04.11.1998 | 223                           | Оропос                         | 1/1       | Mirage 2000EG разбился из-за отказа гидравлики.                                                                                                   |
| 12.10.1999 | 84                            | Край Высочина                  | 0/1       | Mirage 2000C разбился. |
| 14.11.2001 | 2058                          | Китайская Республика (Тайвань) | 2/2       | Mirage 2000-5D разбился из-за отказа двигателя.                                                                                                   |
| 12.02.2002 | 511                           | Оранж                          | 0/2       | Mirage 2000B разбился. |
| 25.06.2003 | 656                           | Джибути                        | 2/2       | Mirage 2000D разбился во время ночного тренировочного вылета.                                                                                     |
| 27.11.2003 | 203                           | Хиос                           | 0/2       | Mirage 2000BG упал в море из-за отказа двигателя.                                                                                                 |
| 08.01.2004 | 621                           | Ма-Сен-Шели                    | 0/1       | Mirage 2000D разбился во время тренировочного полёта.                                                                                             |
| 09.01.2004 | 318                           | Нарбон                         | 0/2       | Mirage 2000N разбился из-за повреждений двигателя, полученных во время дозаправки в воздухе.                                                      |
| 26.08.2004 | 663                           | Кольмар                        | 0/2       | Mirage 2000D разбился. |
| 01.09.2004 | 224                           | Скирос                         | 0/1       | Mirage 2000EG упал в море, после столкновения с другим Mirage. Второй самолёт приземлился на авиабазу.                                            |
| 23.09.2004 | Индия                         | Бхопал                         | 0/1       | Mirage 2000E разбился, потеряв в полёте переднюю стойку шасси.                                                                                    |
| 12.10.2004 | Индия                         | Гвалиор                        | 0/2       | Mirage 2000ED разбился после взлёта. |
| 09.11.2004 | Индия                         | Гвалиор                        | н.д/н.д   | Mirage 2000E разбился после взлёта. |
| 27.02.2006 | 72                            | Нанси                          | 0/1       | Mirage 2000C разбился, столкнувшись с другим самолётом во время имитации воздушного боя. Второй Mirage благополучно вернулся на авиабазу.         |
| 31.03.2006 | 684                           | Вентизери                      | 0/2       | Mirage 2000D разбился, столкнувшись с птицами при взлёте.                                                                                         |
| 14.04.2006 | 241                           | Танагра                        | 1/1       | Mirage 2000EG разбился, врезавшись в склон горы.                                                                                                  |
| 29.05.2006 | 69                            | Лонвик                         | 0/1       | Mirage 2000C разбился из-за отказа двигателя. |
| 19.02.2007 | 116                           | Бонифачо                       | 1/1       | Mirage 2000C упал в море. |
| 27.02.2007 | 222                           | Эвбея                          | 0/1       | Mirage 2000EG врезался в гору при взлёте. |
| 12.02.2008 | 315                           | Бискайя                        | 0/2       | Mirage 2000N упал в море. |
| 11.06.2008 | 363                           | Мердриньяк                     | 0/2       | Mirage 2000N разбился. |
| 11.05.2010 | 76                            | Мон-де-Марсан                  | 0/1       | Mirage 2000C разбился. |
| 01.03.2011 | 309                           | Сент-Ораду-пре-Крок            | 2/2       | Mirage 2000N разбился во время ночного тренировочного полёта.                                                                                     |
| 24.05.2011 | 612                           | Афганистан                     | 0/2       | Mirage 2000D разбился во время сопровождения конвоя.                                                                                              |
| 09.06.2011 | 204                           | Самос                          | 0/2       | Mirage 2000BG упал в море из-за отказа двигателя.                                                                                                 |
| 19.07.2011 | Объединённые Арабские Эмираты | Объединённые Арабские Эмираты  | 1/1       | Mirage 2000-9EAD разбился. |
| 14.01.2012 | 619                           | Табук                          | 0/2       | Mirage 2000D столкнулся в воздухе с саудовским F-15C во время имитации воздушного боя. Оба самолета разбились.                                    |
| 24.02.2012 | KT202                         | Мадхья-Прадеш                  | 0/2       | Mirage 2000ED разбился после взлёта. |
| 05.03.2012 | KT203                         | Савай-Мадхопур                 | 0/2       | Mirage 2000ED разбился. |
| 03.10.2012 | 116-ER                        | Фруадконш                      | 1/1       | Mirage 2000C разбился. Самолет пилотировал лётчик ВВС Тайваня.                                                                                    |
| 20.05.2013 | 2052                          | Китайская Республика (Тайвань) | 0/2       | Mirage 2000-5 упал в море. |
| 05.06.2013 | 73                            | Монкур                         | 0/1       | Mirage 2000C разбился из-за столкновения с птицами.                                                                                               |
| 12.05.2014 | 116-AD                        | Ле-Барош                       | 0/1       | Mirage 2000C разбился. |
| 09.06.2014 | 133-AE                        | Ниамей                         | 0/2       | Mirage 2000D разбился. |
| 04.08.2014 | 526                           | Альпы Верхнего Прованса        | 0/2       | Mirage 2000B разбился. |
| 26.01.2015 | 651                           | Альбасете                      | 0 + 11    | Mirage 2000D сгорел на стоянке авиабазы после падения на неё взлетающего греческого F-16D. Всего было повреждено 5 самолетов, погибло 11 человек. |
| 26.01.2015 | 669                           | Альбасете                      | 0 + 11    | Mirage 2000D сгорел на стоянке авиабазы после падения на неё взлетающего греческого F-16D. Всего было повреждено 5 самолетов, погибло 11 человек. |
| 14.03.2016 | Объединённые Арабские Эмираты | Йемен                          | 2/2       | Mirage 2000-9D потерян во время проведения боевой акции против йеменских повстанцев.                                                              |
| 29.05.2017 | 239                           | Северные Спорады               | 0/1       | Mirage 2000EG спланировал на поверхность моря, после катапультирования лётчика, и придрейфовал к побережью.                                       |
| 28.09.2017 | 374                           | Нджамена                       | 0/2       | Mirage 2000N врезался в ограждение аэропорта при взлете и сгорел, штурман получил лёгкое ранение ноги.                                            |
| 07.11.2017 | 2040                          | Китайская Республика (Тайвань) | 1/1       | Mirage 2000-5E упал в море. |
| 12.04.2018 | 546                           | Скирос                         | 1/1       | Mirage 2000-5 разбился. |
| 22.07.2025 | н/д                           | Одесская область               | 0/1       | Mirage 2000-5 разбился из-за отказа электроники, пилот катапультировался.                                                                         |

## Тактико-технические характеристики

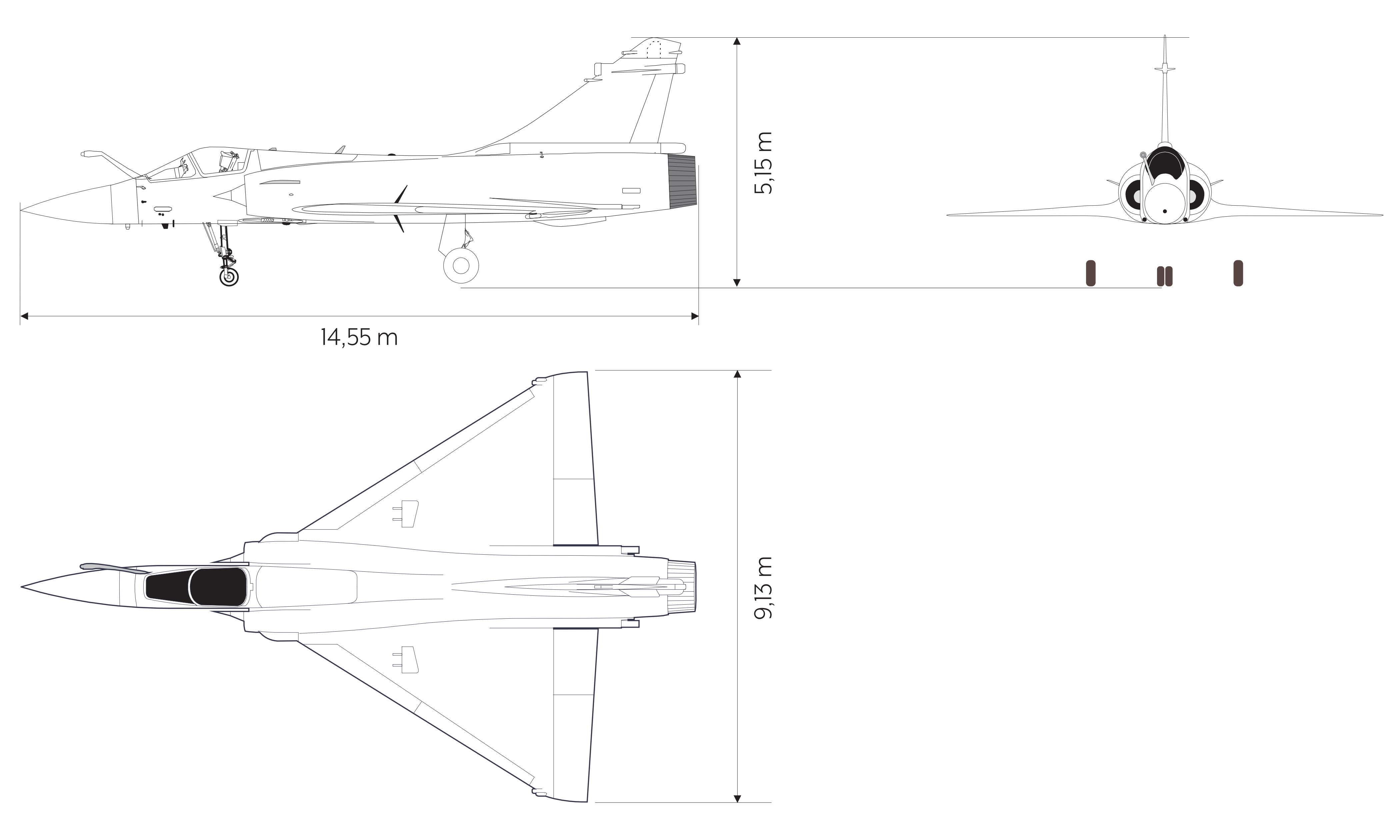
Схема Mirage 2000-5F в трёх проекциях

Приведённые ниже характеристики соответствуют модификации Mirage 2000C.
Источник данных: Jane's, 2004.

Технические характеристики
- Экипаж: 1 пилот
- Длина: 14,36 м
- Размах крыла: 9,13 м
- Высота: 5,14 м
- Площадь крыла: 41,0 м²
- Удлинение крыла: 2,0
- Стреловидность по передней кромке: 58°
- База шасси: 5,0 м
- Колея шасси: 3,5 м
- Масса пустого: 7500 кг
- Нормальная взлётная масса: 14 000 кг
- Максимальная взлётная масса: 17 000 кг
- Максимальная посадочная масса: 16 700 кг
- Масса топлива во внутренних баках: 3160 кг (+ 4140 кг в ПТБ)
- Объём топливных баков: 4000 л
- Силовая установка: 1 × ТРДДФ SNECMA M53-P2[фр.]
  - Бесфорсажная тяга: 1 × 64,3 кН
  - Форсажная тяга: 1 × 95,1 кН

Лётные характеристики
- Максимальная скорость:  
  - у земли: M=1,2 (1380 км/ч)
  - на высоте: M=2,2  (2340 км/ч)
- Посадочная скорость: 290 км/ч
- Скорость сваливания: 185 км/ч
- Практическая дальность: 1852 км
- Перегоночная дальность: 3333 км (с ПТБ)
- Практический потолок: 16 460 м
- Скороподъёмность: 284 м/с
- Нагрузка на крыло: 414,6 кг/м²
- Тяговооружённость: 0,57 (при максимальной взлётной массе)
- Максимальная эксплуатационная перегрузка: +9,0/-3,2 g

Вооружение
- Стрелково-пушечное: 2 × 30 мм пушки DEFA 554 с 125 снарядов на пушку
- Точки подвески: 9 (5 под фюзеляжем, 4 под крылом)
- Боевая нагрузка: 6200 кг
- Управляемые ракеты:  
  - ракеты «воздух-земля»: 
    - 1 × ASMP (у Мираж 2000N)
    - 2 ×  AS.30L или АМ.39 или Armat
    - APACHE или SCALP (у Мираж 2000D)

  - ракеты «воздух-воздух»:
    - 2 × Super 530 и/или
    - 2-4 × R550 Magic или MICA (у Мираж 2000-5)
- Неуправляемые ракеты: 4 блока MBDA LR F4 с 18 × 68 мм ракетами
- Бомбы: различные, среди них:
  - корректируемые:
    - 1-2 × 990 кг MBDA BGL
    - GBU-24 или GBU-12

  - свободнопадающие:
    - 16 × 219 кг MBDA Durandal
    - 5-6 × 305 кг кассетные MBDA Belouga или TDA BM 400
    - Mk20 и/или Mk82

## Близкие по назначению и характеристикам машины
- МиГ-29
- Panavia Tornado
- F-16 Fighting Falcon
- F/A-18 Hornet
- JAS 39 Gripen

## В массовой культуре
Самолёт фигурирует во французском фильме «Рыцари неба» (2005), также на «Мираже 2000» можно «полетать» в авиасимуляторах «Jane`s Combat Simulations Fighters Anthology», DCS: World, War Thunder (добавлен осенью 2022 года), Strike Fighters 2 (качественный пользовательский мод) и Fighter Wing 1995 года.